# خوسيه سيميدو (لاعب كرة قدم)
خوسيه سيميدو هو لاعب كرة قدم برتغالي في مركز الدفاع، ولد في 11 يناير 1985 في سيتوبال في البرتغال. شارك مع منتخب البرتغال تحت 17 سنة لكرة القدم ومنتخب البرتغال تحت 18 سنة لكرة القدم ومنتخب البرتغال تحت 19 سنة لكرة القدم ومنتخب البرتغال تحت 20 سنة لكرة القدم ومنتخب البرتغال تحت 21 سنة لكرة القدم. أما مع النوادي، فقد لعب مع تشارلتون أثلتيك وسبورتينغ لشبونة وشيفيلد وينزداي ونادي كالياري.

## وصلات خارجية
- خوسيه سيميدو (لاعب كرة قدم) على موقع قاعدة بيانات كرة القدم.إي يو (الإنجليزية)
- خوسيه سيميدو (لاعب كرة قدم) على موقع Soccerbase.com (لاعب) (الإنجليزية)
- خوسيه سيميدو (لاعب كرة قدم) على موقع Soccerway.com (الإنجليزية)
- خوسيه سيميدو (لاعب كرة قدم) على موقع عالم كرة القدم.نت (الإنجليزية)